# Стоимость
Сто́имость — экономический термин, имеющий несколько разных значений:
- в экономической теории величину соотношений (пропорцию) при добровольном обмене товарами называют «меновой стоимостью»[1], но природу и суть стоимости разные экономические школы видят по-своему;
- в бухгалтерском учёте и статистике — выраженная в деньгах величина затрат на приобретение или изготовление объекта[2], ранее стоимость в бухгалтерском учёте также могла пониматься как «результат умножения (таксировки) количества товаров на цену одной товарной единицы»[3];
- в повседневной речи — цена товара («Сколько сто́ят спички?»), затраты на приобретение («Мне это стоило 1 000 рублей.»), близка к терминам затраты, себестоимость.

## Теории стоимости
Разные экономические школы природу стоимости объясняют по-разному:
- общественно необходимыми затратами рабочего времени;
- балансом спроса и предложения;
- издержками производства;
- предельной полезностью;
- другими факторами.

Понятие стоимости является фундаментальной экономической категорией.
Классические экономисты, такие как Адам Смит и Давид Рикардо, раздельно рассматривали меновую стоимость (способность товаров обмениваться на другие) и потребительную стоимость (полезность, способность продукта удовлетворять какую-либо потребность). Разработанные ими базовые элементы трудовой теории стоимости направлены на анализ природы именно меновой стоимости. Наиболее полную форму эта теория получила в экономических трудах Карла Маркса.
Сторонники австрийской экономической школы отрицают трудовой характер стоимости. Они акцентируют внимание на полезности (потребительной стоимости) товара, как на главном мотиве к обмену. Они считают, что пропорцию обмена диктует полезность и редкость, а также желание обладать полезными и редкими предметами.

### Трудовая теория стоимости
Согласно трудовой теории, стоимость формируется общественно необходимыми затратами труда (рабочего времени) на производство товара. Маркс отмечал, что стоимость товаров зависит не столько от затрат рабочего времени при их непосредственном производстве, сколько от затрат рабочего времени для производства аналогичных товаров в нынешних условиях. При этом труд подразумевается не конкретный, а абстрактный — упрощённый и усреднённый для текущих типичных условий производства. Ведь сложный, квалифицированный, интенсивный труд за единицу времени может создавать больше стоимости, чем простой, неквалифицированный труд. А труд неумелого или ленивого работника за единицу времени создаст стоимость меньше, чем труд прилежного работника средней квалификации.

#### Меновая стоимость
Маркс в «Капитале» отмечал, что сформированная трудом стоимость не проявляет себя прямо, только лишь при обмене в форме меновой стоимости, которая является количественным соотношением, пропорцией обмена одного товара на другой (меновая стоимость выражена в количестве другого товара). Если стоимость товара выражена через специфичный товар, выполняющий роль денег, тогда меновая стоимость трансформируется в цену (меновая стоимость выражена в количестве денег). В трактовке Маркса, меновая стоимость является лишь «формой проявления» стоимости, но не является собственно стоимостью. Маркс исходил из того, что товары обмениваются пропорционально их стоимости. В этом случае меновая стоимость может быть опеределена как отношение стоимости (количества рабочего времени) первого товара к стоимости второго. При этом признаётся, что реальные цены (пропорции обмена) могут значительно отклоняться от расчётного значения в любую сторону. Но чем больше операций обмена, тем ближе среднее значение меновой стоимости к пропорции, обусловленной отношением стоимостей обмениваемых товаров.

### Теория предельной полезности
Термин «предельная полезность» был введён в экономическую науку Фридрихом фон Визером (1851—1926). Согласно этой теории, ценность товаров определяется их предельной полезностью на базе субъективных оценок способности товара к удовлетворению человеческих потребностей. Предельная полезность какого-либо блага обозначает ту пользу, которую приносит последняя единица этого блага, потреблённая из совокупности множества аналогичных товаров. По мере постепенного удовлетворения потребностей субъекта полезность очередной новой вещи падает.
Субъективная стоимость — это личная оценка товара потребителем и продавцом; объективная же ценность — это меновые пропорции, цены, которые формируются в ходе конкуренции на рынке. При этом редкость товара объявляется фактором стоимости.
Разновидностью теории предельной полезности являются Законы Госсена.
Возможно, в настоящее время именно теории предельной полезности (англ. Marginal Value Theory) придерживается основная часть западных учёных-экономистов.

### Теории издержек
Достаточно популярны теории, которые выводят стоимость из издержек производства. Издержки подразделяют на плату капиталу (проценты), плату труду (зарплата работников), плату земле (земельная рента, в том числе при добыче полезных ископаемых). Но все они вынуждены оперировать ценами, выраженными в количестве денег. Трудностью для таких теорий является объяснение природы стоимости самих денег и критериев распределения итоговых результатов между издержками, понесёнными для достижения этих результатов.

## Перенос стоимости на продукцию
Для теорий, которые признают объективный характер стоимости (трудовая теория стоимости, теории издержек), характерно рассмотрение переноса стоимости затрат на результаты производства. Существенным является вопрос о целостном или частичном включении затрат в стоимость продукции.

### Разовый перенос стоимости
Часть затрат на производство связана с приобретением или изготовлением предметов, которые полностью используются непосредственно. Примерами такого использования является сырьё, упаковка товара, энергия для работы производственного оборудования.

### Перенос стоимости по частям
Многие объекты участвуют в производственном процессе, сохраняя при этом свою натуральную форму без существенных изменений. Обычно это связано с участием в нескольких производственных циклах. Примерами служат здания, оборудование, инструменты, многоразовые формы, патенты, транспорт. Для подобных объектов считается, что их стоимость равномерно распределяется на всю продукцию, в производстве которой они участвовали.
На практике произвести подобное распределение бывает крайне затруднительно. Поэтому зачастую определяют нормативный срок эксплуатации объекта, стоимость разделяют на количество учётных интервалов времени (например, на количество лет эксплуатации или планируемых циклов производства) и полученную часть стоимости равномерно распределяют на выпущенную в данном периоде продукцию. Такой расчёт называют амортизацией. Обычно считается, что остаточная стоимость таких объектов постепенно уменьшается.
Для малоценных и быстроизнашивающихся предметов обычно не применяют методы амортизации вне зависимости от характера и длительности их использования, что значительно упрощает бухгалтерский учёт.